# Kankaraboguin
Kankaraboguin est une commune située dans le département du Bissiga de la province de Boulgou dans la région du Centre-Est au Burkina Faso.